# Robinsonella pilosa
Robinsonella pilosa là một loài thực vật có hoa trong họ Cẩm quỳ. Loài này được Rose miêu tả khoa học đầu tiên năm 1905.